# Église Saint-Martin de Vayrac
L'église Saint-Martin de Vayrac est une église catholique située à Vayrac, en France.

## Localisation
L'église est située dans le département français du Lot sur le territoire de la commune de Vayrac.

## Historique
Une église sous le vocable de saint Martin est citée, vers 930, dans le testament d'Adhémar de Turenne (899-945), vicomte des Échelles, en faveur de l'abbaye de Tulle. Ce don comprend aussi les églises Saint-Germain et Saint-Étienne. En 1105, le pape Pascal II a confirmé l'appartenance de ces églises à l'abbaye de Tulle. L'abbaye de Tulle installe un monastère à Vayrac.
Après la guerre de Cent Ans, à la fin du XVe siècle ou au début du XVIe siècle, l'église Saint-Martin est devenue paroissiale et a été entièrement reconstruite.
Sur la porte nord est inscrite la date 1792. La façade a été modifiée au début du XIXe siècle en style néo-classique. Le portail porte la date de 1828.
L'église a été restaurée au début du XXe siècle par l'architecte Henri Chaine.
L'édifice a été classé au titre des monuments historiques le 3 mai 1913.